# فهرست قنات‌های شهرستان داورزن
جدول زیر براساس آمار وزارت جهاد کشاورزی تهیه شده‌است. فهرست زیر قنات‌های شهرستان داورزن در استان خراسان رضوی را نشان می‌دهد.
| نام قنات     | موقعیت                   | نزدیک‌ترین روستا | طول قنات (متر) | تعداد میله چاه | عمق مادر چاه | دبی (لیتر بر ثانیه) | سطح زیر کشت (هکتار) |
| ------------ | ------------------------ | --------------- | -------------- | -------------- | ------------ | ------------------- | ------------------- |
| اتش‌آباد      | بخش مرکزی شهرستان داورزن | کمیز            | ۳۹۰            | ۰              | ۲۰           | ۳                   | ۱۰                  |
| استارش بالا  | بخش مرکزی شهرستان داورزن | نهالدان         | ۱۲۰            | ۰              | ۳۵           | ۴                   | ۴                   |
| استارش پائین | بخش مرکزی شهرستان داورزن | نهالدان         | ۲۰۰            | ۰              | ۲۰           | ۵                   | ۴                   |
| اسحاق        | بخش مرکزی شهرستان داورزن | کمیز            | ۴۰             | ۰              | ۱۰           | ۵                   | ۴                   |
| اهوان        | بخش مرکزی شهرستان داورزن | کمیز            | ۶۵۰            | ۰              | ۵۰           | ۴                   | ۳۶                  |
| بازخمشی      | بخش مرکزی شهرستان داورزن | دهنو            | ۳۵             | ۰              | ۱۵           | ۳                   | ۲                   |
| باشتین       | بخش مرکزی شهرستان داورزن | باشتین          | ۱۳۰۰۰          | ۲۰۰            | ۱۸۰          | ۳۵                  | ۴۵                  |
| برف          | بخش مرکزی شهرستان داورزن | کمیز            | ۲۵۰            | ۰              | ۲۵           | ۳                   | ۱۲                  |
| بروغن        | بخش مرکزی شهرستان داورزن | بروغن           | ۲۱۰۰۰          | ۵۷۰            | ۰            | ۲۵                  | ۸۰                  |
| بلبلیان      | بخش مرکزی شهرستان داورزن | میندر           | ۸۰             | ۰              | ۲۰           | ۳                   | ۹                   |
| بناوندر      | بخش مرکزی شهرستان داورزن | میندر           | ۵۰             | ۰              | ۱۵           | ۵                   | ۱۰                  |
| بنگ          | بخش مرکزی شهرستان داورزن | کمیز            | ۳۲۰            | ۰              | ۳۸           | ۲                   | ۱۸                  |
| بهمن‌آباد     | بخش مرکزی شهرستان داورزن | بهمن‌آباد        | 30000          | 178            | ۶۰           | ۵۰                  | ۶۰                  |
| بوستان       | بخش مرکزی شهرستان داورزن | کمیز            | ۴۰۰            | ۰              | ۲۰           | ۳                   | ۱۰                  |
| بوستان سفلی  | بخش مرکزی شهرستان داورزن | میندر           | ۴۰             | ۰              | ۱۵           | ۴                   | ۲                   |
| بوستان علیا  | بخش مرکزی شهرستان داورزن | میندر           | ۴۰             | ۰              | ۱۵           | ۵                   | ۲                   |
| بیغش         | بخش مرکزی شهرستان داورزن | بیغش            | ۱۳۰۰           | ۴۵             | ۲۰           | ۱۰                  | ۲۵                  |
| ته الدین     | بخش مرکزی شهرستان داورزن | بیزه            | ۷۰             | ۰              | ۱۵           | ۵                   | ۷                   |
| جزقند        | بخش مرکزی شهرستان داورزن | ابرود           | ۷۰             | ۴              | ۱۲           | ۴                   | ۴                   |
| حسن مقیان    | بخش مرکزی شهرستان داورزن | کمیز            | ۲۰۰            | ۰              | ۱۸           | ۴                   | ۵                   |
| حسین‌آباد     | بخش مرکزی شهرستان داورزن | بیزه            | ۱۰۰            | ۰              | ۱۵           | ۵                   | ۵                   |
| حسین‌آباد     | بخش مرکزی شهرستان داورزن | بیزه            | ۸۰             | ۰              | ۱۵           | ۳                   | ۵                   |
| خراگرد       | بخش مرکزی شهرستان داورزن | میندر           | ۲۰۰            | ۰              | ۱۰۰          | ۵                   | ۵                   |
| خسروآباد     | بخش مرکزی شهرستان داورزن | خسروآباد        | ۲۱۰۰۰          | ۷۶۰            | ۱۱۰          | ۳۶                  | ۰                   |
| خسروآباد     | بخش مرکزی شهرستان داورزن | خسروآباد        | ۲۱۰۰۰          | ۷۶۰            | ۱۱۰          | ۰                   | ۰                   |
| درگیجه       | بخش مرکزی شهرستان داورزن | میندر           | ۱۵۰            | ۰              | ۲۰           | ۴                   | ۱۰                  |
| دهنه دلبر    | بخش مرکزی شهرستان داورزن | نهالدان         | ۱۵۰            | ۰              | ۱۵           | ۲                   | ۴                   |
| دهنو         | بخش مرکزی شهرستان داورزن | دهنو            | ۳۰۰۰           | ۰              | ۲۰           | ۱۲                  | ۵۰                  |
| دوارستان     | بخش مرکزی شهرستان داورزن | نهالدان         | ۱۵۰            | ۰              | ۲۵           | ۳                   | ۹                   |
| ریوند        | بخش مرکزی شهرستان داورزن | ریوند           | ۵۰۰            | ۲۰             | ۵۰           | ۵۰                  | ۳۰۰                 |
| ساسان کاریز  | بخش مرکزی شهرستان داورزن | مقیسه           | ۱۰۰۰۰          | ۱۲۰            | ۱۱۰          | ۲۰                  | ۳۰                  |
| سرمرغزار     | بخش مرکزی شهرستان داورزن | میندر           | ۱۰۰            | ۰              | ۲۵           | ۳                   | ۹                   |
| سرپل بالا    | بخش مرکزی شهرستان داورزن | بیزه            | ۵۵             | ۰              | ۲۸           | ۳                   | ۷                   |
| سرپل پائین   | بخش مرکزی شهرستان داورزن | بیزه            | ۱۸             | ۰              | ۲۵           | ۶                   | ۱۸                  |
| سرچشمه       | بخش مرکزی شهرستان داورزن | کمیز            | ۱۲۰            | ۰              | ۲۰           | ۵                   | ۹                   |
| سویز         | بخش مرکزی شهرستان داورزن | سویز            | ۸۰۰۰           | ۱۳۰            | ۰            | ۵                   | ۰                   |
| شاه میخ      | بخش مرکزی شهرستان داورزن | میندر           | ۱۰۰۰           | ۰              | ۳۵           | ۵                   | ۴۵                  |
| شاه‌آباد      | بخش مرکزی شهرستان داورزن | کمیز            | ۳۰۰            | ۰              | ۳۰           | ۴                   | ۱۰                  |
| شمس‌آباد      | بخش مرکزی شهرستان داورزن | نهالدان         | ۴۵۰            | ۰              | ۱۰           | ۵                   | ۹                   |
| شهرآباد      | بخش مرکزی شهرستان داورزن | شهرآباد         | ۱۶۰۰۰          | ۳۰۰            | ۱۱۰          | ۸                   | ۱۵                  |
| شهرا’ین      | بخش مرکزی شهرستان داورزن | شهرا’ین         | ۱۸۰۰۰          | ۲۵۰            | ۱۲۰          | ۳۰                  | ۷۰                  |
| شوراب        | بخش مرکزی شهرستان داورزن | بیزه            | ۴۰۰            | ۰              | ۲۵           | ۳                   | ۰                   |
| صفرعلی       | بخش مرکزی شهرستان داورزن | کمیز            | ۶۰             | ۰              | ۱۵           | ۴                   | ۱۱                  |
| صفرعلی بنگی  | بخش مرکزی شهرستان داورزن | کمیز            | ۸۰             | ۰              | ۱۵           | ۵                   | ۴                   |
| علیای مزینان | بخش مرکزی شهرستان داورزن | مزینان          | ۱۳۰۰۰          | ۰              | ۱۲۰          | ۷                   | ۵۰۰                 |
| علی‌آباد      | بخش مرکزی شهرستان داورزن | تاج‌آباد         | ۶۵۰۰           | ۹۰             | ۱۱۰          | ۲۰                  | ۵                   |
| علی‌آباد      | بخش مرکزی شهرستان داورزن | علی‌آباد         | ۵۰۰            | ۲۲             | ۸            | ۸                   | ۱۰                  |
| غنی‌آباد      | بخش مرکزی شهرستان داورزن | غنی‌آباد         | ۱۵۰۰۰          | ۰              | ۱۰۰          | ۵                   | ۱۳۰                 |
| فاریاب       | بخش مرکزی شهرستان داورزن | چشام            | ۱۵۰۰۰          | ۳۰۰            | ۱۱۰          | ۵۰                  | ۷۵                  |
| فشتنق        | بخش مرکزی شهرستان داورزن | فشتنق           | ۱۵۰            | ۸              | ۸            | ۲۰                  | ۲۰                  |
| فیض‌آباد      | بخش مرکزی شهرستان داورزن | فیض‌آباد         | ۱۸۰۰۰          | ۳۰۰            | ۰            | ۲۵                  | ۴۰                  |
| قنات علیا    | بخش مرکزی شهرستان داورزن | کمیز            | ۳۰۰            | ۰              | ۲۵           | ۷                   | ۱۲                  |
| قنات عمومی   | بخش مرکزی شهرستان داورزن | سویز            | ۹۰۰۰           | ۰              | ۹۰           | ۲۵                  | ۱۰۰                 |
| قنات فاشدان  | بخش مرکزی شهرستان داورزن | سویز            | ۹۰۰۰           | ۰              | ۹۰           | ۲۵                  | ۱۰۰                 |
| محمدعلی      | بخش مرکزی شهرستان داورزن | نهالدان         | ۲۰۰            | ۰              | ۱۵           | ۳                   | ۹                   |
| مخلدآباد     | بخش مرکزی شهرستان داورزن | کاهک            | ۸۰۰۰           | ۰              | ۷۵           | ۱۰                  | ۶۰                  |
| مقدس         | بخش مرکزی شهرستان داورزن | کمیز            | ۲۵۰            | ۰              | ۱۲           | ۳                   | ۷                   |
| مهیار        | بخش مرکزی شهرستان داورزن | دهنو            | ۶۰             | ۰              | ۱۵           | ۲                   | ۹                   |
| میان رود     | بخش مرکزی شهرستان داورزن | نهالدان         | ۱۱۰            | ۰              | ۲۲           | ۴                   | ۵                   |
| میندر        | بخش مرکزی شهرستان داورزن | میندر           | ۲۵۰۰           | ۰              | ۵۰           | ۲۵                  | ۴۵                  |
| نامن         | بخش مرکزی شهرستان داورزن | نامن            | ۶۰۰۰           | ۱۲۰            | ۸۵           | ۲۵                  | ۷۰                  |
| نامن         | بخش مرکزی شهرستان داورزن | نامن            | ۱۳۰۰۰          | ۲۰۰            | ۱۸۰          | ۵۰                  | ۸۰                  |
| نقاب         | بخش مرکزی شهرستان داورزن | باشتین          | ۱۲۰۰۰          | ۲۰۰            | ۱۸۵          | ۲۵                  | ۳۵                  |
| نیش کبک      | بخش مرکزی شهرستان داورزن | دهنو            | ۶۰             | ۰              | ۱۵           | ۳                   | ۵                   |
| نیک نژاد     | بخش مرکزی شهرستان داورزن | نهالدان         | ۱۱۰            | ۰              | ۲۰           | ۵                   | ۵                   |
| چشام         | بخش مرکزی شهرستان داورزن | چشام            | ۲۰۰۰۰          | ۴۰۰            | ۱۰۶          | ۳۶                  | ۶۵                  |
| کاهک         | بخش مرکزی شهرستان داورزن | کاهک            | ۸۰۰۰           | ۰              | ۷۵           | ۱۵                  | ۶۰                  |
| کایف         | بخش مرکزی شهرستان داورزن | کایف            | ۵۰             | ۰              | ۰            | ۷                   | ۰                   |
| کدیور        | بخش مرکزی شهرستان داورزن | نهالدان         | ۲۰۰            | ۰              | ۲۵           | ۴                   | ۹                   |
| کلاته بالا   | بخش مرکزی شهرستان داورزن | نهالدان         | ۸۰             | ۰              | ۱۵           | ۳                   | ۵                   |
| کلاته مزینان | بخش مرکزی شهرستان داورزن | کلاته مزینان    | ۱۶۰۰۰          | ۰              | ۱۱۰          | ۳۰                  | ۸۰                  |
| کله اومجدو   | بخش مرکزی شهرستان داورزن | مور             | ۲۰             | ۰              | ۷            | ۵                   | ۴                   |
| کمند اجب     | بخش مرکزی شهرستان داورزن | بیزه            | ۵۰             | ۰              | ۱۵           | ۵                   | ۴                   |
| کوکلاته      | بخش مرکزی شهرستان داورزن | نهالدان         | ۱۵۰            | ۰              | ۲۰           | ۴                   | ۷                   |
| گزوبر        | بخش مرکزی شهرستان داورزن | بیزه            | ۱۵۰            | ۰              | ۲۵           | ۴                   | ۱۸                  |
| گزیدربردار   | بخش مرکزی شهرستان داورزن | بیزه            | ۱۰۰            | ۰              | ۱۸           | ۴                   | ۵                   |
| گزیدربردار   | بخش مرکزی شهرستان داورزن | بیزه            | ۱۰۰            | ۰              | ۲۰           | ۵                   | ۷                   |
| گزین تاشک    | بخش مرکزی شهرستان داورزن | یبزه            | ۴۰۰            | ۰              | ۳۵           | ۵                   | ۲۹                  |
| گل خمبر      | بخش مرکزی شهرستان داورزن | مور             | ۳۰             | ۰              | ۷            | ۴                   | ۲                   |